# Werner Sallomon

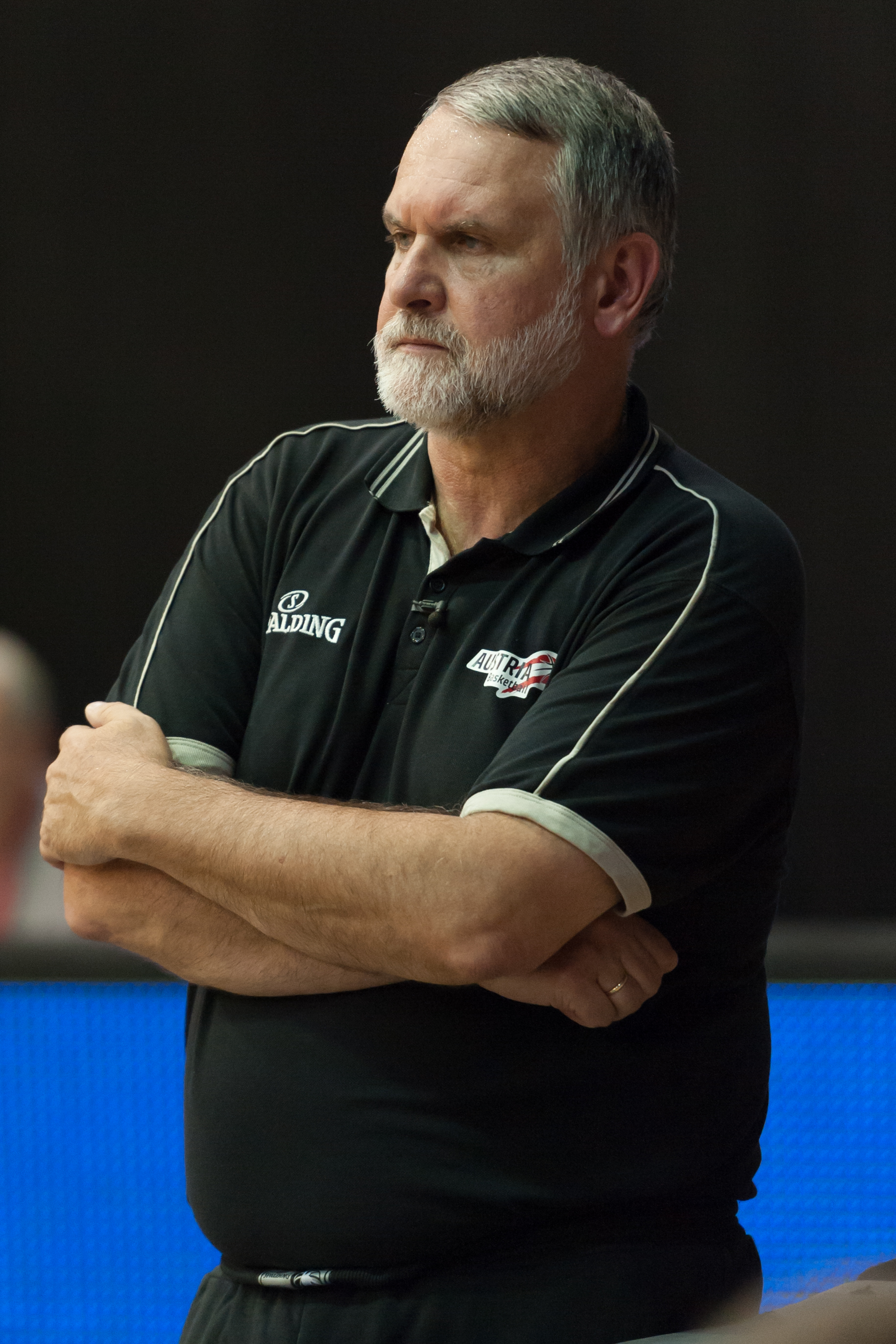
Werner Sallomon im August 2015

Werner Sallomon (* 16. April 1960) ist ein österreichischer Basketballtrainer und -funktionär.

## Laufbahn
Sallomon, der 2001 mit dem Ehrenzeichen in Silber des Österreichischen Basketballverbandes ausgezeichnet wurde, war bis 2013 neun Jahre lang Cheftrainer und Obmann des BK Klosterneuburg und übergab das Traineramt im Juni 2013 an Robert Langer. 2009 gewann die österreichische U20-Nationalmannschaft unter Sallomons Leitung Gold bei der B-EM.
2012 führte Sallomon Klosterneuburg zum österreichischen Meistertitel, in der Saison 2012/13 war Sallomon „Trainer des Jahres“ in der Basketball-Bundesliga. Vom Internetportal eurobasket.com erhielt er die Auszeichnung als „Trainer des Jahres“ der Bundesliga in den Jahren 2012 und 2013.
Ende Januar 2013 wurde er Teamchef der österreichischen A-Nationalmannschaft, nach dem Auslaufen des Vertrages Ende August 2015 beendete er diese Tätigkeit. Das angestrebte Ziel einer Teilnahme an der Europameisterschafts-Endrunde 2015 war verfehlt worden.
Im März 2016 übernahm er interimistisch wieder das Cheftraineramt beim BK Klosterneuburg, nachdem er auch während seiner Amtszeit als Nationaltrainer weiterhin als BK-Obmann gewirkt hatte. Im Juni 2016 übergab Sallomon den Trainerposten in Klosterneuburg an Zoran Kostic und widmete sich wieder in Gänze seinen Aufgaben als Obmann.
Im Vorfeld der Spielzeit 2018/19 übernahm Sallomon wieder das Traineramt in Klosterneuburg. Anfang September 2020 gab er das Traineramt vorläufig an seinen Assistenten Damir Zeleznik ab. Mit mehr als 60 Jahren zur COVID-19-Risikogruppe zählend, wollte Sallomon ins Amt zurückkehren, wenn sich die Pandemielage entscheidend verbessert habe. Sallomon kehrte nicht mehr ins Traineramt zurück, sondern widmete sich seinem Amt als Obmann der Klosterneuburger Mannschaft. Im Mai 2025 schied er sich aus dem Vorstand des Vereins aus.